# Breuil-Cervinia
Breuil-Cervinia  ist eine Fraktion der italienischen Gemeinde Valtournenche in der Region Aostatal.

## Etymologie
Breuil ist der französische und Cervinia (nach Cervino, dem Matterhorn) der italienische Name des Ortes. Beide Bezeichnungen wurden zu einem Doppelnamen zusammengefasst und bedeuten übersetzt etwa Sumpfiges Gebiet am Matterhorn.

## Geographie
Breuil-Cervinia liegt in einer Höhe von 2003 m s.l.m. am nördlichen Ende vom Valtournenche, einem Seitental des Aostatals. Eingerahmt wird der Talkessel von Breuil-Cervinia von Furgggrat, Matterhorn (italienisch: Monte Cervino, frz. Mont Cervin) sowie den Grandes Murailles.
Durch seine Lage in der Nähe des Gletscherskigebietes von Zermatt (Theodulgletscher, Plateau Rosa, Klein Matterhorn) ist das ganze Jahr Wintersport möglich. Schon 1936 wurde die erste Seilbahn gebaut. Östlich des Ortes befindet sich der Bontadini-Lift. Im Januar/Februar sind Temperaturen von −12 °C (Breuil-Cervinia), −18 °C (Plan Maison) und −33 °C (Plateau Rosa) keine Seltenheit.
Von Breuil-Cervinia führt ein Saumpfad über den 3295 m hohen Theodulpass nach Zermatt. Seit der zweiten Hälfte des 19. Jahrhunderts begannen in Breuil-Cervinia die Besteigungen des Matterhorns.

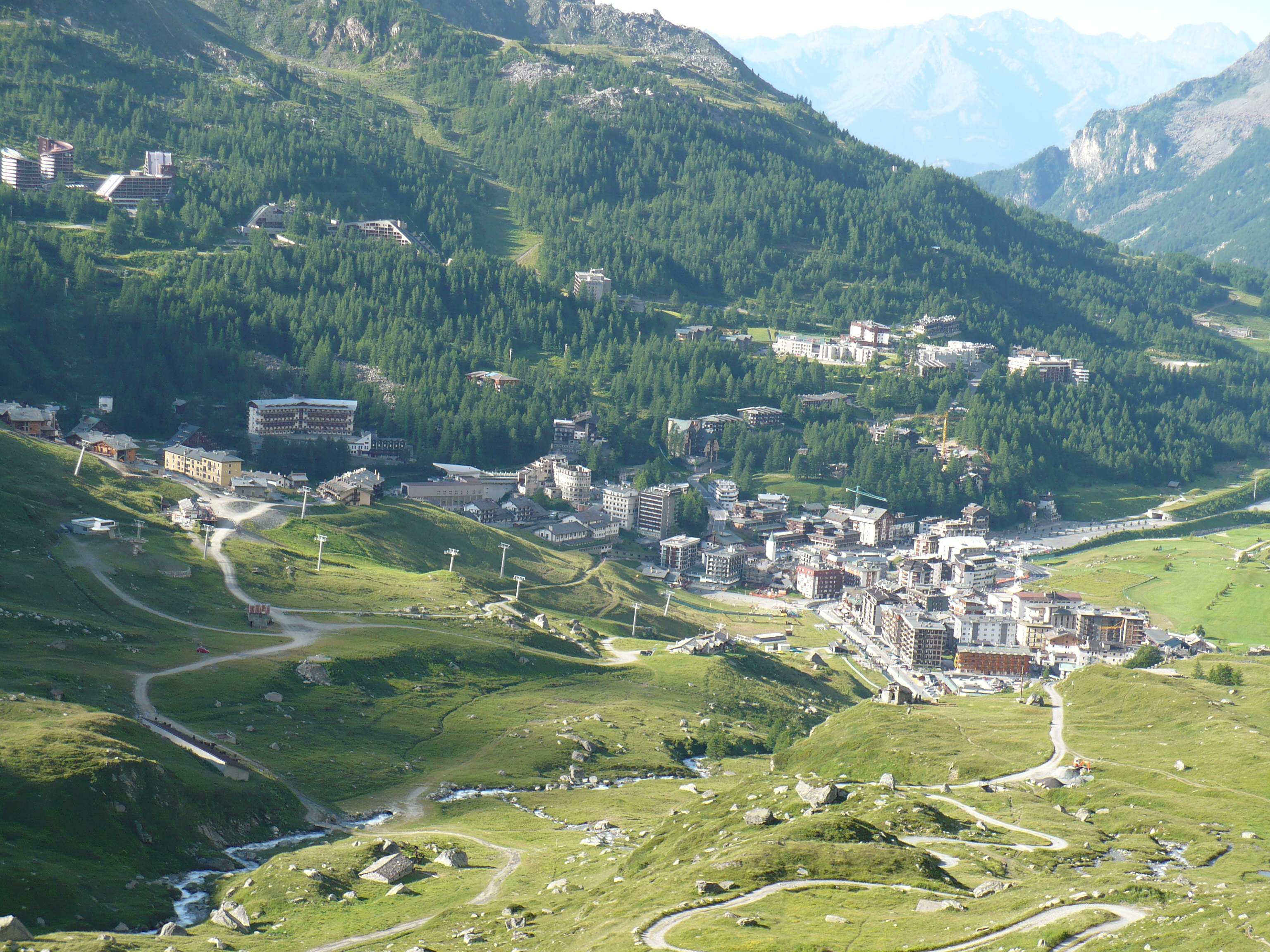
Blick auf Breuil-Cervinia
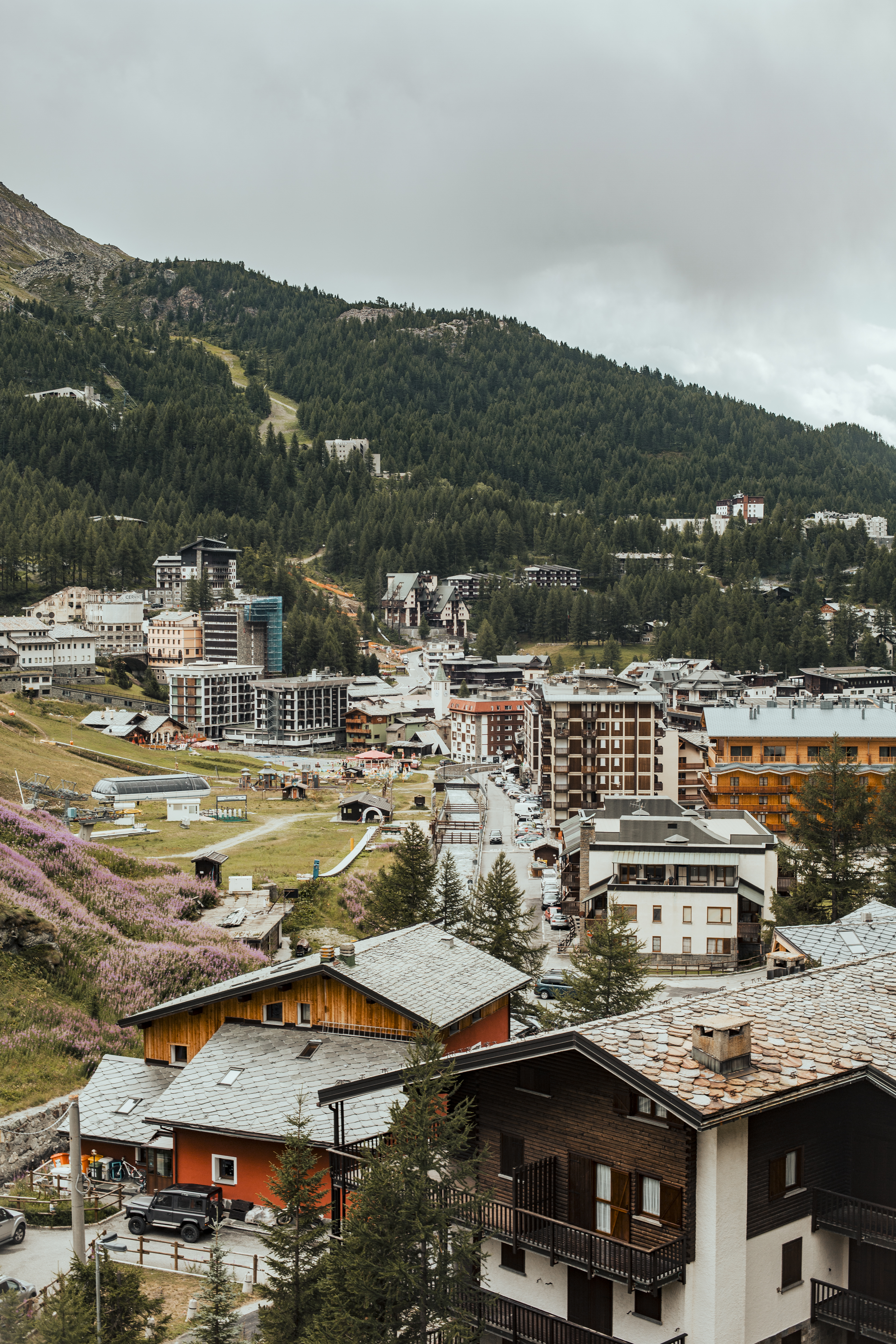
Via Jean-Baptiste Bich
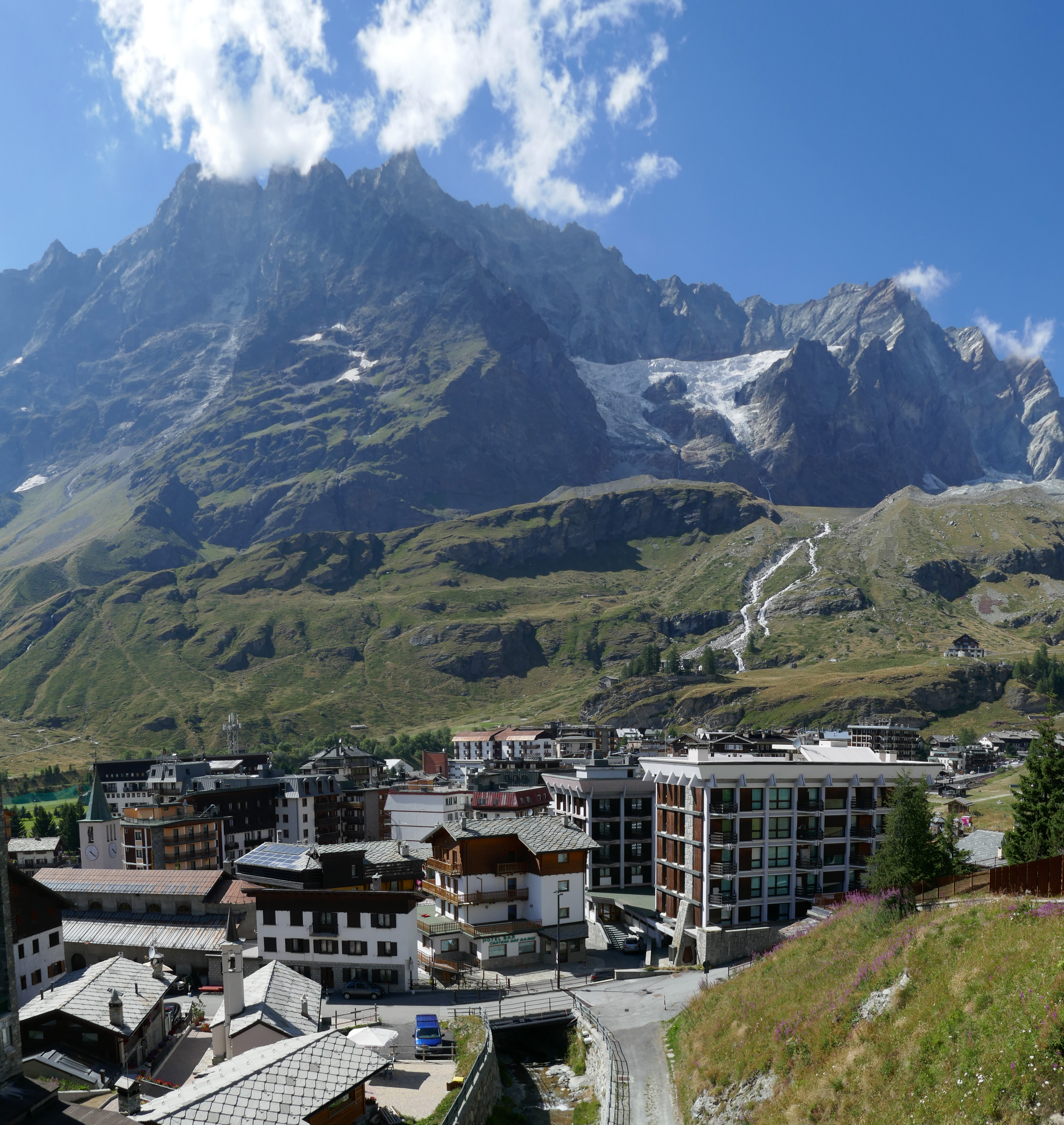
Breuil-Cervinia mit der Punta Lioy
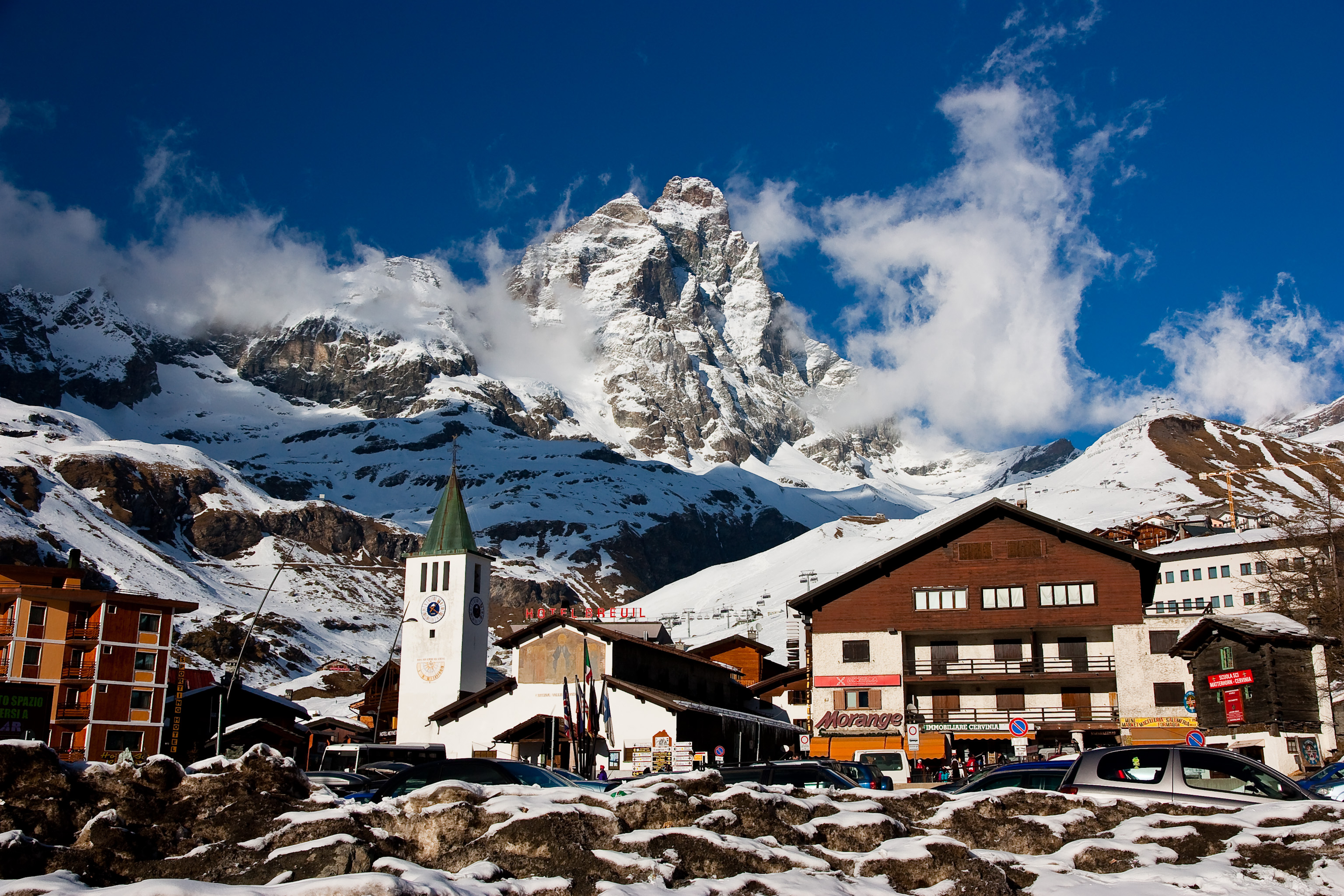
Pfarrkirche Regina della Valle mit dem Matterhorn im Hintergrund

## Skiweltcup
Ab der Saison 2022/23 sollten im Rahmen des Alpinen Skiweltcups Abfahrtsläufe auf der Gran-Becca-Rennstrecke stattfinden. Der Start des Matterhorn Cervino Speed Opening sollte leicht unterhalb der Gobba di Rollin in der Schweiz liegen, das Ziel bei der Mittelstation Laghi Cime Bianche oberhalb von Cervinia in Italien. Die Premiere steht noch aus, da bisher sämtliche Rennen aufgrund von zu wenig oder zu viel Schnee und/oder Sturmböen abgesagt wurden. Für die Saison 2024/25 wurden die Rennen bereits im Frühjahr 2024 sistiert.